# Tadeusz Toczyński
Tadeusz Toczyński (ur. 21 grudnia 1949 w Walimiu, zm. 3 czerwca 2016 w Wołominie) – polski urzędnik państwowy, prezes Głównego Urzędu Statystycznego (GUS) w latach 1996–2006.

## Życiorys
Syn Feliksa i Sabiny. Od 1974 związany był z GUS, gdzie piastował między innymi w latach 1982–1983 funkcję naczelnika w Departamencie Przemysłu, w latach 1984–1988 wicedyrektora Departamentu Przemysłu, w latach 1988–1989, wicedyrektora  Departamentu Przemysłu i Postępu Naukowo-Technicznego, w latach 1989–1990 dyrektora Departamentu Cen, zaś w latach 1990–1992 wiceprezesa GUS.
W latach 1996–2006 był prezesem GUS. W tym okresie był między innymi koordynatorem działań integracyjnych i dostosowawczych statystyki publicznej do wymogów Unii Europejskiej. Był członkiem Międzynarodowego Instytutu Statystycznego, zaś w latach 1980–1982 pracownikiem Sekretariatu Europejskiej Komisji Gospodarczej Organizacji Narodów Zjednoczonych w Genewie.

## Wybrane odznaczenia
- Srebrny Krzyż Zasługi[3],
- Srebrna Odznaka honorowa „Za zasługi dla statystyki RP”[3]